# 佐久良貴恵
佐久良 貴恵（さくら きえ、2月21日- ）は、元日本の女性ナレーター、声優。大阪府出身。星座 魚座。身長 160cm、体重 51kg。3サイズ 91-65-86。
アミューズメントメディア総合学院卒業。 以前はキャラ、大阪テレビタレントビューロー（TTB）に所属していたが、現在はキャラOKINAWAマネージャー。

## 出演作品

### 広告・宣伝
- 高浜町観光協会 CMナレーション
- スーパーオートバックス京都ワンダーシティー CMナレーション
- 飛騨観光宣伝協議会 CMナレーション
- FM滋賀 CMナレーション

### ゲーム
- SNK VS. CAPCOM SVC CHAOS（タバサ）

### 公演
- 舞台　ラジオ・スターダスト（2008年、演劇畑ハッピーナッツ）　声の役
- 小噺　納涼ライブ～恐怖夜話～（2009年）
- 朗読　谷間からの手紙（2009年、作：林芙美子）